# چرخه کربن پایایخبندان

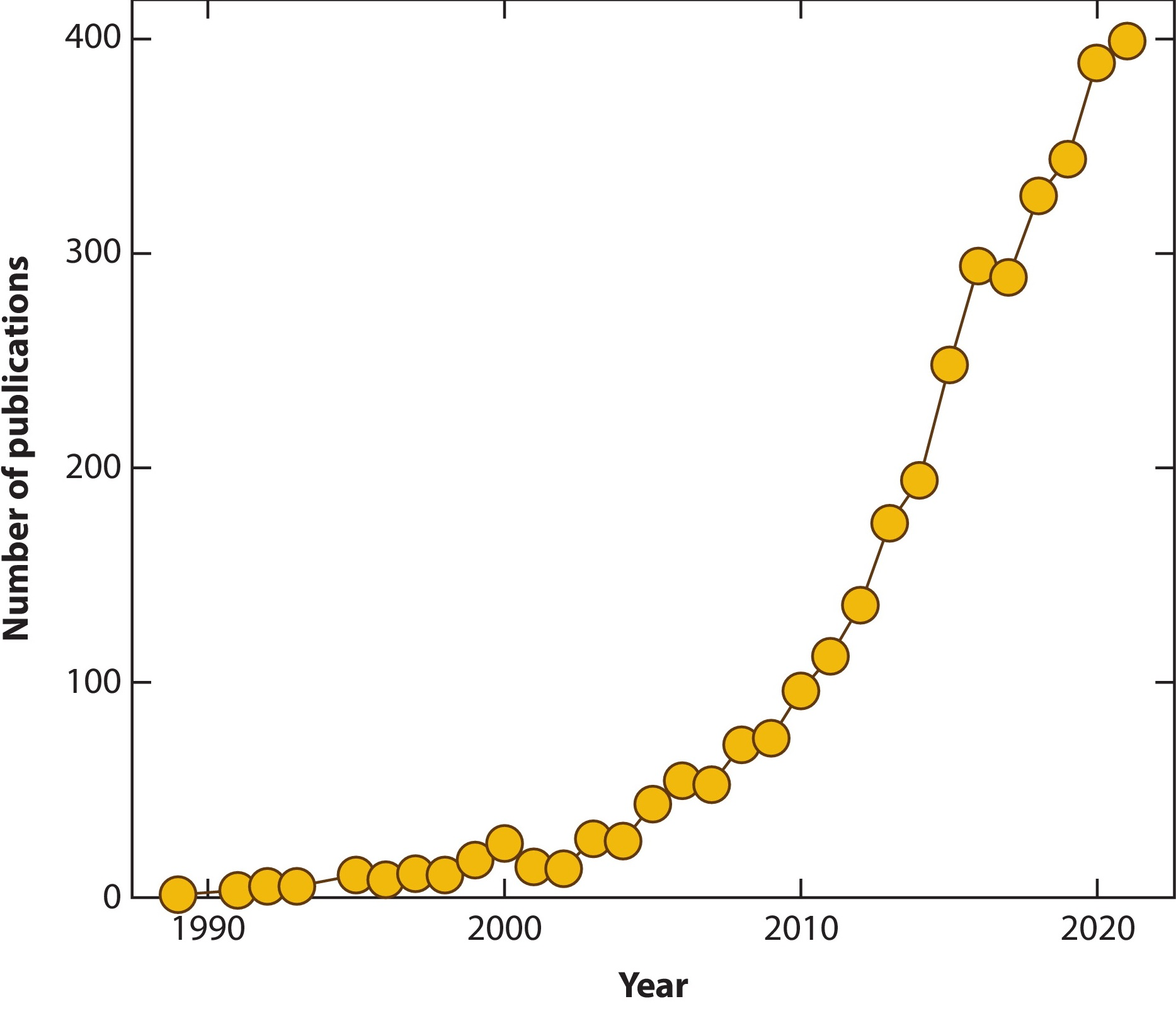
تعداد مقاله‌های علمی-پژوهشی سالانه منتشرشده دربارهٔ کربن پایایخبندان از تقریباً هیچ در سال ۱۹۹۰ به حدود ۴۰۰ تا سال ۲۰۲۰ افزایش یافته است.

چرخه کربن پایایخبندان (به انگلیسی: Permafrost carbon cycle) یا چرخه کربن قطب شمال یک زیرچرخه از چرخه کربن جهانی بزرگ‌تر است. پایایخبندان به عنوان مواد زیرسطحی تعریف می‌شود که حداقل برای دو سال متوالی زیر صفر درجه سانتیگراد (32 درجه فارنهایت) برجای می‌مانند. از آنجایی که خاک‌های پایایخبندان برای مدت طولانی یخ‌زده می‌مانند، اندازه زیادی از کربن و دیگر مواد مغذی را در چارچوب یخ‌زده خود در آن زمان ذخیره می‌کنند. پایایخبندان نشان‌دهنده یک مخزن کربن بزرگ است که به‌ندرت هنگام تعیین مخازن کربن زمینی جهانی در نظر گرفته می‌شود. اما پژوهش‌های علمی اخیر و در حال انجام، این دیدگاه را تغییر می‌دهد.
چرخه کربن پایایخبندان با انتقال کربن از خاک‌های همیشه یخ‌زده به پوشش گیاهی و میکروب‌های زمینی، به اتمسفر، بازگشت به پوشش گیاهی، و در نهایت بازگشت به خاک‌های همیشه منجمد از طریق دفن و رسوب به دلیل فرآیندهای برودتی سروکار دارد. بخشی از این کربن از طریق چرخه جهانی کربن به اقیانوس‌ها و دیگر بخش‌های کره زمین منتقل می‌شود. این چرخه شامل تبادل دی‌اکسید کربن و متان بین اجزای زمین و جو و همچنین انتقال کربن بین خشکی و آب به صورت متان، کربن آلی محلول، کربن معدنی محلول، کربن معدنی ذرات و کربن آلی ذرات است.

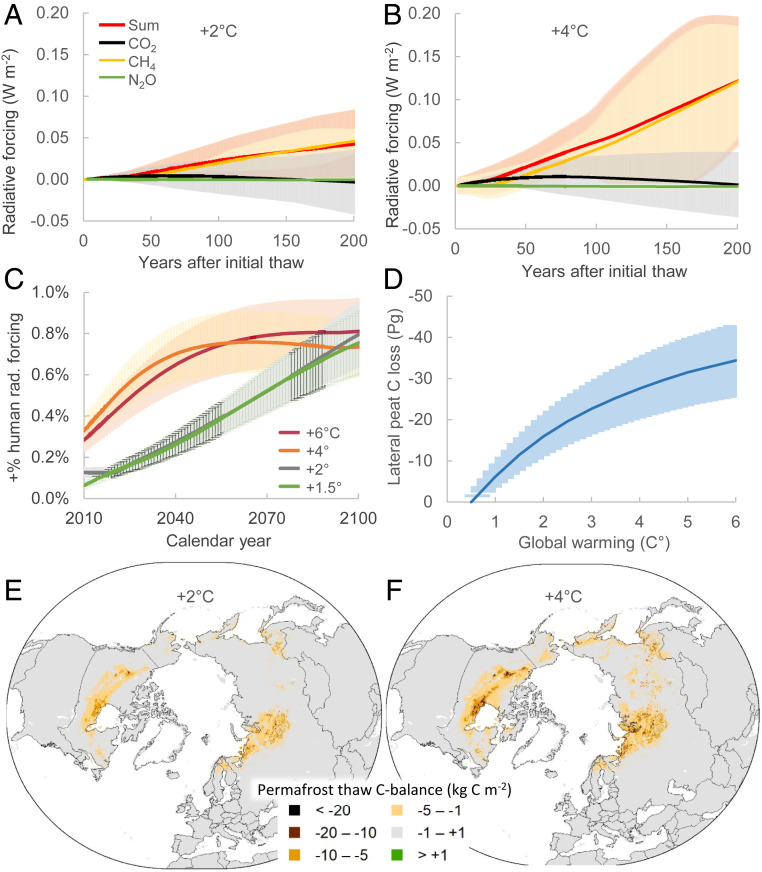
تورب‌های پایایخ‌بندان تحت گستره‌های مختلف گرمایش جهانی، و انتشارات ناشی از آن به عنوان کسری از انتشارات انسانی مورد نیاز برای ایجاد آن میزان گرمایش است.